# Autofòbia
L'autofòbia, també anomenada monofòbia, isolofòbia o eremofòbia, és la fòbia específica de l'aïllament o la por d'estar sol o aïllat. Els que la pateixen no necessiten estar físicament sols, sinó que creuen que se'ls ignora i no se'ls estima. Contràriament al que implicaria una lectura literal del terme, l'autofòbia no descriu una "por a un mateix". Aquesta disfunció generalment es desenvolupa i s'associa amb altres trastorns d'ansietat.
L'autofòbia pot estar associada o acompanyada per altres fòbies, com l'agorafòbia (por als espais oberts), i generalment es considera part del grup agorafòbic, amb els mateixos símptomes. La principal preocupació de les persones amb fòbies en el grup agorafòbic és obtenir ajuda en cas d'emergència, la qual cosa significa que les persones poden témer sortir en públic, quedar atrapades en una multitud, estar soles o quedar-se aïllades. No obstant això, l'autofòbia no s'ha de confondre amb agorafòbia, o amb l'autoodi (odi a si mateix o ansietat social), encara que pot haver-hi alguna relació.

## Descripció
Els símptomes de l'autofòbia poden variar segons la persona, però entre els més comuns es troba la constant sensació de perill i la por a patir un incident (robatori, emergència mèdica...) en qualsevol moment i que no hi hagi ningú capaç d'ajudar-la.

## Tractaments
No existeix un tractament específic per curar l'autofòbia, ja que afecta cada persona de manera diferent. La majoria dels pacients són tractats amb psicoteràpia, amb la qual el pacient va millorant i la quantitat de temps que estan sols augmenta lentament. Actualment no hi ha estudis concloents que donin suport a l'ús de medicaments com a tractament.
Freqüentment els pacients ignoren que tenen aquesta ansietat i rebutgen la idea de buscar ajuda. Com també l'abús de substàncies, l'autofòbia és mental i física, i requereix l'assistència d'un professional mèdic. Es poden usar tant medicaments com teràpia grupal i individual per ajudar a alleujar els símptomes i tractar la fòbia.
En casos lleus d'autofòbia, el tractament de vegades pot ser molt simple. Els terapeutes recomanen molts remeis diferents per fer que els pacients se sentin com si no estiguessin sols, fins i tot quan aquest és el cas, com escoltar música quan fan encàrrecs sols o encendre la televisió quan són a casa, fins i tot si és només com a soroll de fons. L'ús del soroll per interrompre el silenci de les situacions aïllades sovint pot ser de gran ajuda per a les persones que pateixen autofòbia.
No obstant això, és important recordar que el fet que una persona se senti sola de vegades no vol dir que tingui autofòbia. La majoria de les persones se senten soles i aïllades de forma habitual. Només quan la por a estar sol comença a interrompre la forma en què una persona viu la seva vida diària, la idea de ser fotofòbic esdevé una possibilitat.